# Valeriu Muravschi
Valeriu Tudor Muravschi (ur. 31 lipca 1949 w Sirocie w rejonie Orgiejów, zm. 8 kwietnia 2020 w Kiszyniowie) – mołdawski polityk, ekonomista i urzędnik państwowy, w latach 1991–1992 premier Mołdawii, pierwszy premier od ogłoszenia niepodległości.

## Życiorys
Z wykształcenia ekonomista, ukończył studia w Instytucie Politechnicznym w Kiszyniowie. Pracował w administracji państwowej Mołdawskiej SRR. W latach 1971–1976 był ekonomistą w państwowym komitecie do spraw cen, następnie do 1990 zatrudniony w resorcie przemysłu i materiałów budowlanych. Zajmował tam stanowiska głównego ekonomisty w departamencie planowania gospodarczego, dyrektora sekcji do spraw cen, dyrektora sekcji finansowej i dyrektora działu ekonomicznego. W okresie przemian politycznych w 1990 objął urząd ministra finansów w rządzie Mircei Druca.
28 maja 1991 zastąpił go na stanowisku premiera Mołdawii (pozostającej w ramach ZSRR), która w okresie jego urzędowania 27 sierpnia 1991 ogłosiła niepodległość. W tym czasie wybuchła również wojna o Naddniestrze. Pozbawiony politycznego poparcia w parlamencie premier ustąpił, 1 lipca 1992 zastąpił go Andrei Sangheli.
Powrócił później do aktywności politycznej, był organizatorem ugrupowania chadeckiego i posłem do Parlamentu Republiki Mołdawii w kadencji 1998–2001, w której przewodniczył komisji budżetu i finansów. Należał też do kierownictwa działającej w latach 2002–2003 Partidul Liberal.